# Pseudocalotes viserion
Pseudocalotes viserion — вид ігуаноподібних ящірок родини агамових (Agamidae). Ендемік Малайзії. Вид названий на Візеріона, дракона з серії книг «Пісня льоду й полум'я».

## Поширення і екологія
Pseudocalotes viserion відомі з типової місцевості, розташованої на схилах гори Улу-Калі в горах Гентінг-Хайлендс в штаті Паханг на Малайському півострові, на висоті 1754 м над рівнем моря. Вони живуть у вологих гірських тропічних лісах.

## Збереження
МСОП класифікує цей вид як вразливий. Pseudocalotes viserion загрожує знищення природного середовища.